# Monte Shipton
 Il Monte Shipton, chiamato un tempo anche Monte Darwin, è la vetta più alta dell'Isola Grande della Terra del Fuoco, con un'altezza di 2469 m. Amministrativamente appartiene al Cile, trovandosi nella regione di Magellano e dell'Antartide Cilena; geograficamente è parte della Cordillera Darwin, un settore della cordigliera andina che si trova a sud-ovest dell'isola principale della Terra del Fuoco, a poca distanza dal Canale di Beagle.

## Geografia
Il monte Shipton è situato nel settore occidentale della Cordillera Darwin, una corta catena montuosa cilena coperta da ghiacciai, interamente compresa nel parco nazionale Alberto de Agostini, che occupa la porzione sud-occidentale dell'Isola Grande. La catena costituisce il segmento più meridionale della cordigliera andina, e in essa si trovano le più alte cime dell'intero arcipelago della Terra del Fuoco; il monte Shipton è la montagna più alta tra esse.

## Origine del nome
Il monte è stato scalato per la prima volta dallo scalatore ed esploratore Eric Shipton, che insieme ai cileni Cedomir Marangunic, Eduardo García e Francisco Vivanco riuscì a raggiungere la cima nel febbraio del 1962. Non avendo ancora un nome, la montagna fu chiamata “Monte Darwin” in onore a Charles Darwin, che aveva navigato attorno all'arcipelago a bordo del brigantino HMS Beagle durante il secondo viaggio di esplorazione di quest'ultimo.
Shipton ignorava l'esistenza, più a sud, di un'altra cima chiamata “Monte Darwin”, che con i suoi 2438 m era poco più bassa di quella scalata; il geografo ed esploratore Alberto Maria De Agostini l'aveva segnalata in una sua mappa. Nel 1970, una spedizione proveniente dalla Nuova Zelanda scalò il monte più basso, suggerendo di continuare a nominarlo Monte Darwin, e di chiamare invece “Monte Shipton” la cima più alta. 
Per eliminare la confusione generatasi, il figlio di Eric Shipton propose di adottare la soluzione suggerita dai neozelandesi; nel 2002 la proposta fu accolta dalľInstituto Geográfico Militar cileno, che accettò in tal modo di omaggiare il primo salitore.